# Théagène de Thasos
Pour les articles homonymes, voir Théagène.
Théagène de Thasos (parfois Théogénès) est l'un des plus célèbres athlètes grecs (pancrace et pugilat principalement) de l'Antiquité. Il vécut au Ve siècle av. J.-C. Il connaît son heure de gloire aux alentours de 480-460. 

## Sources
Les détails de sa vie sont connus par Pausanias, Athénée de Naucratis, Lucien et Plutarque. Ce dernier a un jugement très sévère sur Théagène.

## Biographie
Théagène devint célèbre pour la première fois à huit ou neuf ans, en retirant une statue de bronze de son socle pour l'amener chez lui. Certains habitants de Thasos étaient si furieux qu'ils l'auraient puni de mort, mais il fut plutôt condamné à remettre la lourde statue à sa place. Ce qu'il fit. Son histoire fit le tour de la Grèce. Cet incident passé, Théagène est confié aux soins du gymnaste qui lui enseigne à canaliser sa force considérable.
Il était aussi connu pour son immense appétit : Athénée rapporte qu'il aurait dévoré un bœuf à lui tout seul.
Théagène est sacré champion aux Jeux olympiques en pugilat en -480 et en pancrace en -476,. Cependant, aux Jeux de -480, il était inscrit en pugilat, qu'il remporta contre Euthymos, et en pancrace. Fatigué par sa victoire en pugilat, il déclara forfait pour le pancrace et fut mis à l'amende par les hellanodices. Il décroche le doublé en pugilat et en pancrace en -486 lors des Jeux Isthmiques. Il triomphe également trois fois aux Jeux pythiques en pugilat lors des éditions de -482, -478 et -474, neuf fois aux Jeux néméens et dix fois aux Jeux isthmiques. Pausanias rapporte qu’il aurait remporté plus de 1 400 couronnes de champions à travers toute la Grèce. Plutarque lui en attribue 1 200, mais la plupart de peu d'importance, selon lui. Exploit pour un athlète lourd, il remporte également le titre en Phthie, la patrie d'Achille, en course à pied dans la course du dolichos (environ 5 000 mètres). 
À sa mort, une statue fut érigée en son honneur. On raconte qu'un homme qui n'avait jamais réussi à vaincre Théagène se rendait de nuit auprès de cette statue, pour la fouetter. Un soir, la statue se dessouda et s'écroula sur cet homme, entraînant sa mort. Il y avait à Thasos une loi qui ordonnait de précipiter dans la mer les choses même inanimées qui, en tombant, ou par quelque autre accident, avaient fait périr un homme. En conséquence de cette loi, les parents du mort citèrent la statue en justice, et elle fut condamnée à être jetée dans la mer. Bientôt après, les Thasiens éprouvèrent une maladie contagieuse ou une famine qui fit de très grands ravages. L'oracle de Delphes qu'ils consultèrent leur répondit de faire revenir leurs exilés. Ils les rappelèrent tous, et comme la peste ou la famine ne cessait pas, ils eurent encore recours l'oracle, qui leur répondit de récupérer la statue de Théagène,. 
Des pêcheurs récupérèrent la statue dans leurs filets, offrirent des sacrifices à la statue, et la sécheresse prit fin. Théagène fut alors vénéré comme un dieu guérisseur à Thasos, et bien au-delà. La base d'une statue guérisseuse a en effet été retrouvée sur l'agora de Thasos, portant une inscription contenant un catalogue de victoires. Elle dut être gravée au début du IVe siècle av. J.-C. au moment où le fils de Théagène, Disolympios, pour commémorer la double victoire de son père aux Jeux olympiques, exerçait les fonctions de théore. Un tronc de marbre portant également une inscription indique le lieu où les fidèles déposaient leurs offrandes.